# Yiruma
Yiruma, korejski skladatelj i pijanist, ( 15. veljače 1978., Seul, Južna Koreja).

## Diskografija

### Albumi
| Naslov albuma                    | Godina izdanja |
| -------------------------------- | -------------- |
| Love Scene                       | 2001.          |
| First Love                       | 2001.          |
| Oasis & Yiruma                   | 2002.          |
| From The Yellow Room             | 2003.          |
| Nocturnal lights... they scatter | 2004.          |
| Destiny of Love                  | 2005.          |
| First Love [ponovni izid]        | 2005.          |
| YIRUMA Live at HOAM Art Hall     | 2005.          |
| POEMUSIC                         | 2005.          |
| h.i.s. monologue                 | 2006.          |
| P.N.O.N.I.                       | 2008.          |